# Grallaria saltuensis
Grallaria saltuensis — вид горобцеподібних птахів родини Grallariidae.

## Таксономія
Птаха описано у 1946 році як підвид мурашниці рудої Grallaria rufula saltuensis. У 2016 році таксон піднято до статусу виду на основі вокалізації та оливкового оперення. Виокремлення підтверджено генетичним дослідженням 2020 року.

## Поширення
Вид поширений лише в горах Сьєрра-де-Періха на кордоні Венесуели та Колумбії. Віддає перевагу вологим гірським лісам і здебільшого трапляється в підліску та на лісовій підстилці.